# 含粋亭芳豊
含粋亭 芳豊（がんすいてい よしとよ、生年不明 - 慶応2年〈1866年〉）とは、江戸時代の大坂の浮世絵師。

## 来歴
歌川国芳の門人。姓は上原、俗称兵三（または兵蔵）。歌川の画姓を称し含粋亭、含粋、含粋舎、北砕舎、北酔、北粋、北翠、北水と号す。作画期は安政元年（1854年）から安政5年（1858年）の間に限られており、主に中判の役者絵や芝居看板絵を描いたが、風俗画、風景画の作も残す。また和歌も能くし、茶番狂言に巧みであったという。

## 作品

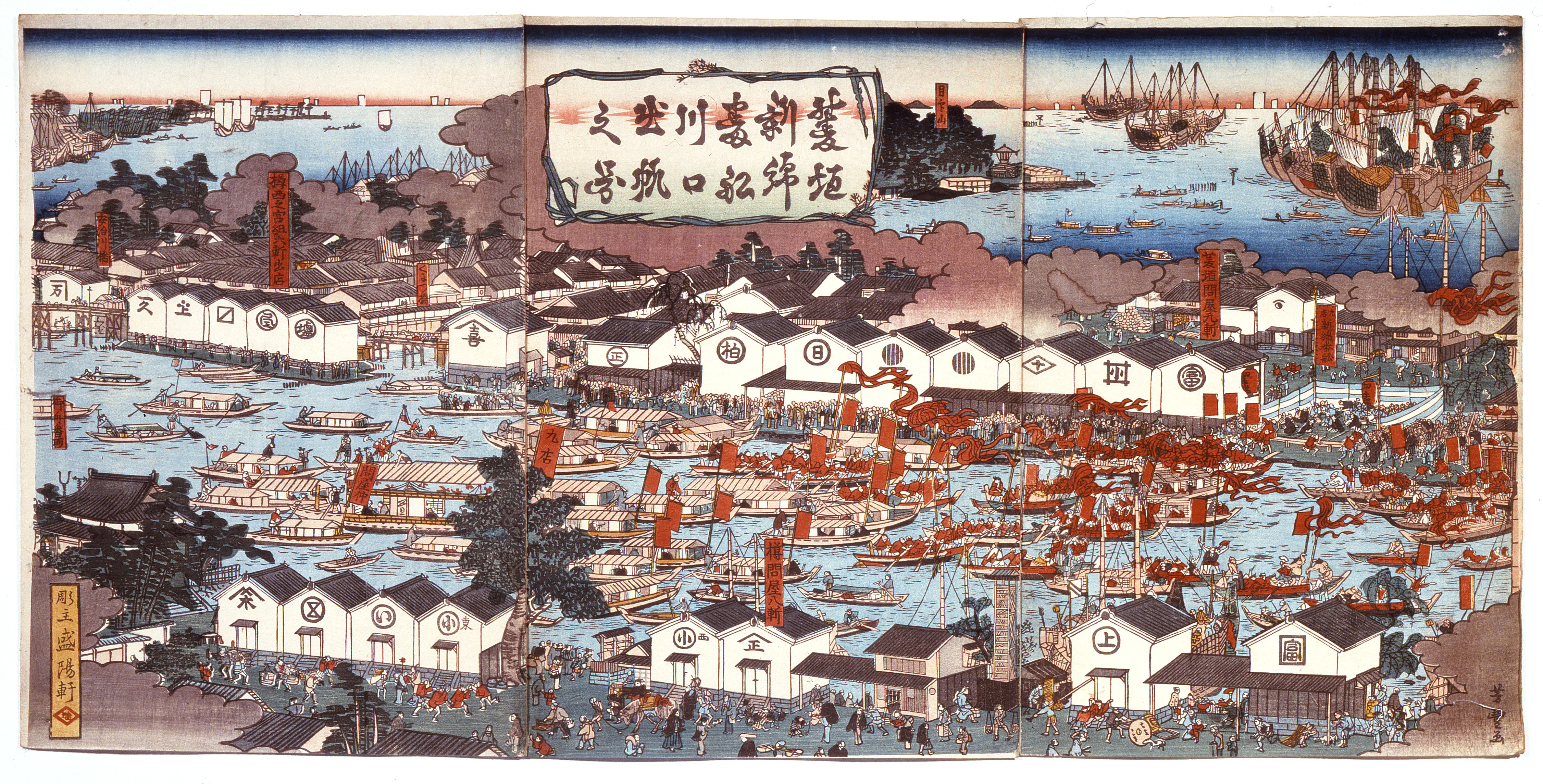
「菱垣新綿番船川口出帆之図」　含粋亭芳豊画。

- 「安藤幾八郎・嵐瑠珏」　中判錦絵　※安政4年9月、大坂中の芝居『敵討崇禅寺馬場』より
- 「乍憚口上　江戸登り　五代目坂東彦三郎」　大判錦絵　池田文庫所蔵　※安政5年正月
- 「北新地盆おどり　小松屋・かる　高亀・柳」　中判錦絵2枚続
- 「滑稽浪華五拾景」　中判錦絵　※安政元年頃、歌川芳梅との合作
- 「菱垣新綿番船川口出帆之図」　大判錦絵3枚続
- 「花暦浪花自慢」　中判揃物